# Vălișoara (okręg Sălaj)
Vălișoara – wieś w Rumunii, w okręgu Sălaj, w gminie Letca. W 2011 roku liczyła 32 mieszkańców.